# Гурко, Михаил Николаевич
Михаил Николаевич Гурко́ (род. 30 января 1946, Грозный) — депутат Курганской областной Думы IV созыва (2005—2010), заместитель председателя областного Совета по развитию малого предпринимательства при Администрации (Правительстве) Курганской области.
20 декабря 2012 года за хулиганство с применением оружия и умышленное причинение тяжкого вреда здоровью по найму приговорён к 5 годам лишения свободу в колонии строгого режима. Отбывал наказание в ФКУ «ИК-2 УФСИН России по Курганской области» на ст. Просвет Кетовского района Курганской области. 
26 февраля 2016 года освобождён по УДО в связи с тяжёлой болезнью. 

## Биография
Михаил Николаевич Гурко родился 30 января 1946 года в семье военнослужащего в городе Грозный Грозненской области РСФСР, ныне город — столица Чеченской Республики.
В 1957 году вместе с семьей переехал в город Курган.
В 1969 году окончил Курганский государственный педагогический институт по специальности «Учитель физической культуры».
В 1976 году окончил Курганский машиностроительный институт.
С 1972 по 1990 год работал водителем-испытателем, старшим мастером БТК, начальником бюро секретаря парткома Курганского завода колёсных тягачей имени Д. М. Карбышева.
В 1990 году добровольно вышел из рядов КПСС.
С 1991 по 1993 год — генеральный директор совместного советско-западногерманского предприятия «Сибирь».
С 1993 по 2000 год — генеральный директор АО «Ниппромсервис».
С 2000 года — редактор телевизионных программ, заместитель главного редактора ООО «ТВ-Губерния», частный предприниматель, учредитель курганских предприятий ООО «Алькатрон», ООО «Ремсельбурвод», ООО «Медполис», председатель регионального отделения ВОПД «Духовное наследие». Михаил Николаевич стоял у истоков нашумевшей телепрограммы «От Фонаря», был её шеф-редактором; затем, этот проект трансформировался в газету «От Фонаря». Основной целью данных СМИ стало беспрецедентное смешивание с грязью оппонентов действующего губернатора Олега Алексеевича Богомолова.
27 октября 2000 года зарегистрирован кандидатом на должность Губернатора Курганской области, 21 ноября 2000 года прекратил борьбу за эту должность.
В 2004 году избран председателем Курганского регионального отделения политической партии Союз правых сил.
28 ноября 2004 года избран депутатом Курганской областной Думы четвёртого созыва по списку Курганского регионального отделения «Союза правых сил». От СПС избраны Е. Ю. Собакин и М. Н. Гурко, но после выборов Собакин ни разу не появился в Кургане. М. Н. Гурко представлял СПС в облдуме как член комитета по региональной политике и местному самоуправлению, член комитета по бюджету, финансовой и налоговой политике, а затем стал членом фракции «Единая Россия».
В декабре 2005 года покинул пост председателя Курганского регионального отделения политической партии Союз правых сил по состоянию здоровья и в связи с достижением пенсионного возраста. После своей отставки Гурко был назначен и. о. руководителя отделения партии и работал до избрания Андрея Костромина в марте 2006 года. Гурко остался членом Политсовета партии.
В марте 2007 года в рамках уголовного дела, возбужденного в отношении одного из руководителей филиала ОАО «ФСК ЕЭС» МЭС Западной Сибири (г. Сургут) и представителей ООО «Алькатрон» (г. Курган) по признакам преступления, предусмотренного ч.4 ст.159 УК РФ (мошенничество)
проведен обыск в загородном доме депутата областной Думы, одного из учредителей ООО «Алькатрон» М. Н. Гурко. Руководитель филиала, вступив в сговор с представителями ООО «Алькатрон», путём использования подложных документов, совершил хищение реактора РОДЦ-600000/500, принадлежащего филиалу ОАО «ФСК ЕЭС» МЭС Западной Сибири, причинив последнему имущественный ущерб на сумму 1 523 854 рубля. Цветной металл, содержащийся в реакторе, реализован фирмой ООО «Алькатрон».
Заместитель председателя областного Совета по развитию малого предпринимательства при Администрации (Правительстве) Курганской области.
В июле 2008 года переехал в Калининградскую область..
19 января 2009 года у д.19 по ул. Промышленной в г. Кургане совершено покушение на Михаила Гурко. Он на личном внедорожнике «Фольксваген» ехал на своё предприятие «Алькатрон». Когда до фирмы оставалось совсем недалеко, неожиданно в тупике внедорожник Гурко подрезал другой автомобиль и зажал его между болотом и дорогой. После этого киллер открыл окно, дважды выстрелил в народного избранника и скрылся. Михаил Гурко чудом не пострадал: одну из пуль извлекли из его пуховика, а второй выстрел и вовсе не достиг цели — убийца промахнулся.
В 2011 году Михаил Николаевич Гурко был объявлен в международный розыск через Интерпол. Уголовное дело было возбуждено следственным комитетом по УрФО в конце 2010 года по статье «бандитизм». В августе 2012 года экс-депутата задержали на Украине и экстрадировали в Россию, где передали следователям СКР Екатеринбурга.
20 декабря 2012 года за хулиганство с применением оружия (статья 213, часть 2 УК РФ) и умышленное причинение тяжкого вреда здоровью по найму (статья 111, часть 3, пункт «а» УК РФ). приговорён к 5 годам лишения свободу в колонии строгого режима. Наказание смягчили за сотрудничество со следствием.

### Уголовное дело
На допросах члены ОПГ «Локомотив» указывали, что заказчиком некоторых преступлений был местный предприниматель и депутат Курганской областной Думы IV созыва Михаил Николаевич Гурко, известный по прозвищу «Депутат».
В октябре 2004 года Гурко попросил главаря «Локомотива» Дмитрия Попова напугать заместителя главы администрации города Кургана Виктора Владимировича Серкова, а именно «потрясти его за шиворот и сказать, чтобы сидел дома». Он же передал преступникам всю информацию о вице-мэре. Когда Серков вышел из квартиры и начал спускаться, его догнал Сергей Авраменко, замахнулся, но с молотка слетел боек. Авраменко нанес удары рукояткой молотка и скрылся.
В декабре 2004 года Гурко также попросил Попова припугнуть кандидата в губернаторы Курганской области Евгения Юрьевича Собакина и закинуть в его офис гранату. За работу передал 500 долларов США.
В июле 2006 года Гурко, действуя под влиянием некоего «неустановленного следствием лица», которое «обратилось к Гурко и путём уговоров склонило его к причинению тяжкого вреда здоровью» заместителю директора по финансовым и экономическим вопросам РНЦ «ВТО» им. Илизарова Александру Федотову "с целью прекращения его служебной деятельности, на которой он по решению правительства России занимался передачей в собственность РФ из собственности области курортов «Лесники» и «Озеро Медвежье». При подстрекательстве этого неизвестного Гурко привлёк к совершению преступления Попова, а тот по согласованному с Гурко плану — других участников группы. Гурко привез Федотова 20 июля 2006 года из бара «Бирхаус» на своей машине к месту преступления — дому, где жил Федотов, там оставил его и уехал. Шинкин ударил Федотова палкой по голове, а Авраменко ударил Федотова ножом в живот. За это преступление Гурко заплатил Попову 20 тыс. руб., а Авраменко получил 100 тыс. руб.
В 2008 году Сергей Авраменко подошел к заместителю директора МУП «Зауралснаб» Валентине Ветцель и вылил ей на голову серную кислоту. За то, что она способствовала расторжению договора коммерческой концессии Некрасовского рынка.
В марте 2008 года в камере следственного изолятора оказался генеральный директор ООО «Алькатрон» Максим Муравский. Ему предъявлены обвинения по ч.2 ст. 171 УК РФ — «Незаконное предпринимательство» и ч.4 ст. 174,1 УК РФ — «Легализация средств, приобретенных преступным путём». Участники преступной группы, являющиеся руководителями и учредителями курганских предприятий ООО «Алькатрон» и ОАО «Ремсельбурвод», на протяжении ряда лет в нарушение Федерального закона РФ от 08.08.01 № 128-ФЗ «О лицензировании отдельных видов деятельности» без соответствующей лицензии осуществляли предпринимательскую деятельность на территории Уральского федерального округа по реализации лома цветных и черных металлов. В результате получили незаконный доход на сумму свыше 130 млн рублей. Часть этих средств была легализована путём проведения финансовых операций, связанных с переводом денежных средств на счета «номинальных» предприятий с последующим их обналичиванием. Также деньги, нажитые преступным способом, пытались «отмыть» путём приобретения в собственность дорогостоящих иномарок «Subaru», «Volkswagen Toureg» и «Toyota Camry». Учредителем ООО «Алькатрон» по документам числится департамент промышленности Курганской области..
После экстрадиции в Россию Гурко сообщил следствию подробности о фактах коррупции и злоупотреблении полномочиями должностными лицами в органах власти Курганской области, связанных с передачей предпринимателем Павлом Анатольевичем Федулёвым взяток за назначение его друга Андрея Анатольевича Вихарева сенатором от региона. Гурко дал показания по делу об обстоятельствах, возможных исполнителях и организаторах убийства в 2002 году депутата Курганской областной Думы II созыва Александра Сергеевича Антошкина.
20 декабря 2012 года, Курганский городской суд (судья Вячеслав Володин) вынес приговор по уголовному делу в отношении бывшего депутата Курганской областной Думы 66-летнего Михаила Гурко. Он признан виновным в совершении преступлений, предусмотренных ч. 2 ст. 213 УК РФ (хулиганство, совершенное с применением оружия, организованной группой), п. «а» ч. 3 ст. 111 УК РФ (умышленное причинение тяжкого вреда здоровью, совершённые по найму, организованной группой). Суд признал Михаила Гурко виновным в указанных преступлениях и соответствии с позицией государственного обвинителя Управления Генеральной прокуратуры Российской Федерации в Уральском федеральном округе приговорил его к 5 годам лишения свободы с отбыванием наказания в исправительной колонии строгого режима. На слушание его дела ушло меньше двух часов: уголовное дело по ходатайству самого Гурко рассматривалось в особом порядке — без допроса потерпевших и свидетелей. Обвинение на процессе представлял прокурор отдела Управления Генпрокуратуры по УрФО Илдар Якупов. Адвокаты Генрих Оганесян и Константин Каплунько воспользовались возможностью обратить внимание суда на то, что Гурко никогда не скрывался от следствия. Гурко заявил, что после покушения, совершенного на него в январе 2009 года, правоохранительными органами, расследовавшими это дело, ему была предоставлена защита. Однако спустя полгода ему якобы сказали, что осуществление защиты обходится слишком дорого, и посоветовали ему на время скрыться. По словам Гурко, он уехал из России, причём пересекал границу по своему паспорту и проживал в Херсоне легально под своей фамилией и регулярно отмечался в соответствующих органах. Он также периодически выезжал в Россию и вновь возвращался в Херсон. И, несмотря на всё, следствие решило объявить его в розыск, хотя, по словам адвоката Константина Каплунько, его «совершенно спокойно нашли там, где он и должен был быть». Уголовное дело по факту покушения на Гурко было закрыто. В качестве смягчающего обстоятельства адвокат Каплунько просил суд признать, что всё то, что совершено Михаилом Николаевичем, было совершено в силу материальной, служебной или иной зависимости, в которой он находился, от лиц, от которых поступали заказы.
30 июля 2015 года Кетовский районный суд удовлетворил ходатайство об условно-досрочном освобождении Михаила Гурко. Но прокуратура обжаловала это решение, уточнив, что выводы суда об участии Гурко в общественной жизни отряда и о его раскаянии не подтверждаются материалами личного дела и осужденный также не принял меры к заглаживанию вреда, причиненного потерпевшим.
24 сентября 2015 года Курганский областной суд удовлетворил представление прокуратуры и постановил отменить решение Кетовского райсуда об условно-досрочном освобождении.

### Дело о взятке для А. И. Бухтоярова
М. Н. Гурко, заключивший со следствием досудебное соглашение о сотрудничестве, сообщил о посредничестве в даче взятки в виде снегохода Arctic Cat Bearcat Widetrack первому заместителю губернатора Курганской области Александру Ивановичу Бухтоярову. Для допроса по этому делу Гурко был этапирован в Курган.
В ноябре-декабре 2007 года предприниматель Виталий Мальцев решил дать взятку кому-то из должностных лиц правительства области за содействие в получении права аренды на Спорновское охотничье хозяйство. Гурко согласился помочь и за свои услуги попросил вознаграждение в виде снегохода. Было приобретено 2 снегохода. Один снегоход в качестве взятки передан Александру Бухтоярову. Второй снегоход осенью 2009 года Михаил Гурко продал совему зятю, Андрею Севастьянову. После чего Севастьянов поставил транспортное средство на государственный учёт, до этого снегоход зарегистрирован не был.
20 декабря 2013 года А. И. Бухтояров признан виновным в получении взятки и приговорён к штрафу в размере 21 498 900 рублей и лишения права занимать должности государственной и муниципальной службы на 3 года.
25 февраля 2016 года Курганский областной суд постановил заменить наказание Михаилу Гурко в виде лишения свободы на ограничение свободы. Постановление вступило в законную силу с момента провозглашения. 26 февраля 2016 года освобождён. По некоторым данным жил в городе Краснодаре. Летом 2020 года вернулся в Курган.

## Награды
- Почетная грамота губернатора Курганской области, 2008 год
- Почетная грамота Курганской областной Думы, 2006 год
- Благодарность благотворительного фонда «Мама»

## Семья
Михаил Николаевич Гурко был женат (жена Валентина Егоровна, умерла в 2021 году); две дочери (Лада Куликова и ?), есть внуки.